# Eden Hazard
Eden Michael Hazard (n. 7 ianuarie 1991, La Louvière, Valonia, Belgia) este un fotbalist belgian retras din activitate, care a jucat pe post de extremă la echipe ca Chelsea, Lille și Real Madrid. Pe plan internațional, are prezențe la națională pentru Belgia.
Este cunoscut pentru creativitatea sa, viteza, și capacitatea tehnică și este descris ca un „mijlocaș neînfricat, exploziv, care atacă și poate schimba jocul”.
Acesta a reușit în 2018 să atingă cota de 150 milioane de euro, potrivit Transfermarkt.

## Viața personală
S-a născut în Belgia, în La Louvière și a crescut în Braine-le-Comte. Mama sa, Carine și tatăl, Thierry, au fost amândoi jucători de fotbal. Tatăl și-a petrecut aproape toată cariera la echipa R.A.A. Louviéroise⁠(d) din liga a doua belgiană. Eden este cel mai mare dintre cei patru copii ai cuplului. El mai are 3 frați, toți jucători de fotbal, inclusiv și Thorgan, care joacă și el la Chelsea din 2012, fiind împrumutat la Borussia Mönchengladbach.
Hazard și cei trei frați ai lui au fost crescuți într-un mediu confortabil de către părinții lor, iar aceștia le-au oferit toate oportunitățile ca să exceleze în domeniul pentru care optau.
Hazard este căsătorit cu Natacha Van Honacker. În 19 decembrie 2010, presa belgiană și cea franceză au anunțat că Natacha i-a născut un fiu, numit Yannis, iar în februarie 2013 s-a născut Leo, al doilea fiu al lui Eden Hazard.

## Sponsor
În 2012 Eden Hazard a semnat un contract de sponsorizare cu firma americană de echipament sportiv Nike. Hazard apare și pe coperta celebrului joc video FIFA 15 în Regatul Unit, Belgia, Olanda și Franța, alături de Lionel Messi.

## Abilitățile lui Eden Hazard
- poate să finalizeze o acțiune cu 1 sau 2 fundași în fața lui și să creeze spațiu pentru ceilalți atacanți.
- este foarte eficient pe contraatac, având acel sânge rece în abilitatea de a dribla.
- fundașii adesea greșesc când încearcă să-l oprească pe Eden Hazard, astfel el obținând lovituri libere sau chiar penalty-uri.
- are abilitatea foarte ridicată de a juca cu jucători tehnici, astfel obținând multe "assist-uri".
- a câștigat multe premii ca: Man Of the Match, Player Of the Month, Best Young Player of the Year, Best Player Of the Year, și a câștigat de două ori campionatul și cupa în 2011 în Franța cu formația Lille.
- el a jucat mai mult de 100 de meciuri consecutive în 3 ani fără să se accidenteze sau să fie suspendat.

## Nominalizări de către UEFA/FIFA
- nominalizat de UEFA pentru "Echipa anului" în 2011
- nominalizat de FIFA pentru "Balonul de aur" în 2013
- nominalizat de FIFA pentru "Balonul de aur" în 2014

## Statistici carieră

### Club
La 20 octombrie 2018.
| Club          | Sezon         | Campionat | Campionat | Cupă    | Cupă   | Cupa Ligii | Cupa Ligii | Europa  | Europa | Altele  | Altele | Total   | Total  |
| Club          | Sezon         | Meciuri   | Goluri    | Meciuri | Goluri | Meciuri    | Goluri     | Meciuri | Goluri | Meciuri | Goluri | Meciuri | Goluri |
| ------------- | ------------- | --------- | --------- | ------- | ------ | ---------- | ---------- | ------- | ------ | ------- | ------ | ------- | ------ |
| Lille         | 2007–08⁠(d)    | 4         | 0         | 0       | 0      | 0          | 0          | —       | —      | —       | —      | 4       | 0      |
| Lille         | 2008–09⁠(d)    | 30        | 4         | 3       | 1      | 2          | 1          | —       | —      | —       | —      | 35      | 6      |
| Lille         | 2009–10       | 37        | 5         | 1       | 0      | 2          | 1          | 12      | 4      | —       | —      | 52      | 10     |
| Lille         | 2010–11⁠(d)    | 38        | 7         | 5       | 3      | 2          | 2          | 9       | 0      | —       | —      | 54      | 12     |
| Lille         | 2011–12⁠(d)    | 38        | 20        | 3       | 1      | 1          | 0          | 6       | 0      | 1       | 1      | 49      | 22     |
| Lille         | Total         | 147       | 36        | 12      | 5      | 7          | 4          | 27      | 4      | 1       | 1      | 194     | 50     |
| Chelsea       | 2012–13⁠(d)    | 34        | 9         | 6       | 1      | 5          | 2          | 14      | 1      | 3       | 0      | 62      | 13     |
| Chelsea       | 2013–14⁠(d)    | 35        | 14        | 3       | 0      | 1          | 0          | 10      | 3      | —       | —      | 49      | 17     |
| Chelsea       | 2014–15⁠(d)    | 38        | 14        | 1       | 0      | 6          | 2          | 7       | 3      | —       | —      | 52      | 19     |
| Chelsea       | 2015–16⁠(d)    | 31        | 4         | 2       | 2      | 1          | 0          | 8       | 0      | 1       | 0      | 43      | 6      |
| Chelsea       | 2016–17⁠(d)    | 36        | 16        | 4       | 1      | 3          | 0          | —       | —      | —       | —      | 43      | 17     |
| Chelsea       | 2017–18⁠(d)    | 34        | 12        | 5       | 1      | 4          | 1          | 8       | 3      | 0       | 0      | 51      | 17     |
| Chelsea       | 2018–19⁠(d)    | 9         | 7         | 0       | 0      | 1          | 1          | 1       | 0      | 0       | 0      | 11      | 8      |
| Chelsea       | Total         | 217       | 76        | 21      | 5      | 21         | 6          | 48      | 10     | 4       | 0      | 311     | 97     |
| Total carieră | Total carieră | 364       | 112       | 34      | 11     | 27         | 9          | 75      | 14     | 5       | 1      | 505     | 147    |

### Internațional
La 10 iunie 2014.
| Belgia | Belgia  | Belgia |
| An     | Meciuri | Goluri |
| ------ | ------- | ------ |
| 2008   | 1       | 0      |
| 2009   | 9       | 0      |
| 2010   | 7       | 0      |
| 2011   | 8       | 1      |
| 2012   | 8       | 1      |
| 2013   | 9       | 3      |
| 2014   | 12      | 1      |
| 2015   | 3       | 2      |
| Total  | 57      | 8      |

### Goluri internaționale
Golurile internaționale marcare de Eden Hazard:
| #  | Data            | Stadion                                      | Adversar          | Scor | Rezultat | Competiția                                             |
| -- | --------------- | -------------------------------------------- | ----------------- | ---- | -------- | ------------------------------------------------------ |
| 1. | 7 October 2011  | Stadionul Regele Baudouin, Bruxelles, Belgia | Kazahstan         | 2–0  | 4–1      | Preliminariile Campionatului European de Fotbal 2012   |
| 2. | 25 May 2012     | Regele Baudouin, Bruxelles, Belgia           | Muntenegru        | 2–1  | 2–2      | Meci amical                                            |
| 3. | 6 February 2013 | Jan Breydel Stadium⁠(d), Bruges, Belgia       | Slovacia          | 1–0  | 2–1      | Meci amical                                            |
| 4. | 22 March 2013   | Philip II Arena, Skopje, Macedonia           | Macedonia de Nord | 2–0  | 2–0      | Calificările pentru Campionatul Mondial de Fotbal 2014 |
| 5. | 26 March 2013   | King Baudouin, Bruxelles, Belgia             | Macedonia de Nord | 1–0  | 1–0      | Calificările pentru Campionatul Mondial de Fotbal 2014 |
| 6. | 1 June 2014     | Friends Arena, Solna, Suedia                 | Suedia            | 2–0  | 2–0      | Meci amical                                            |
| 7. | 28 March 2015   | King Baudouin, Bruxelles, Belgia             | Cipru             | 4–0  | 5–0      | Preliminariile Campionatului European de Fotbal 2016   |
| 8. | 7 June 2015     | Stade de France, Saint-Denis, Franța         | Franța            | 4–1  | 4–3      | Meci amical                                            |

## Palmares

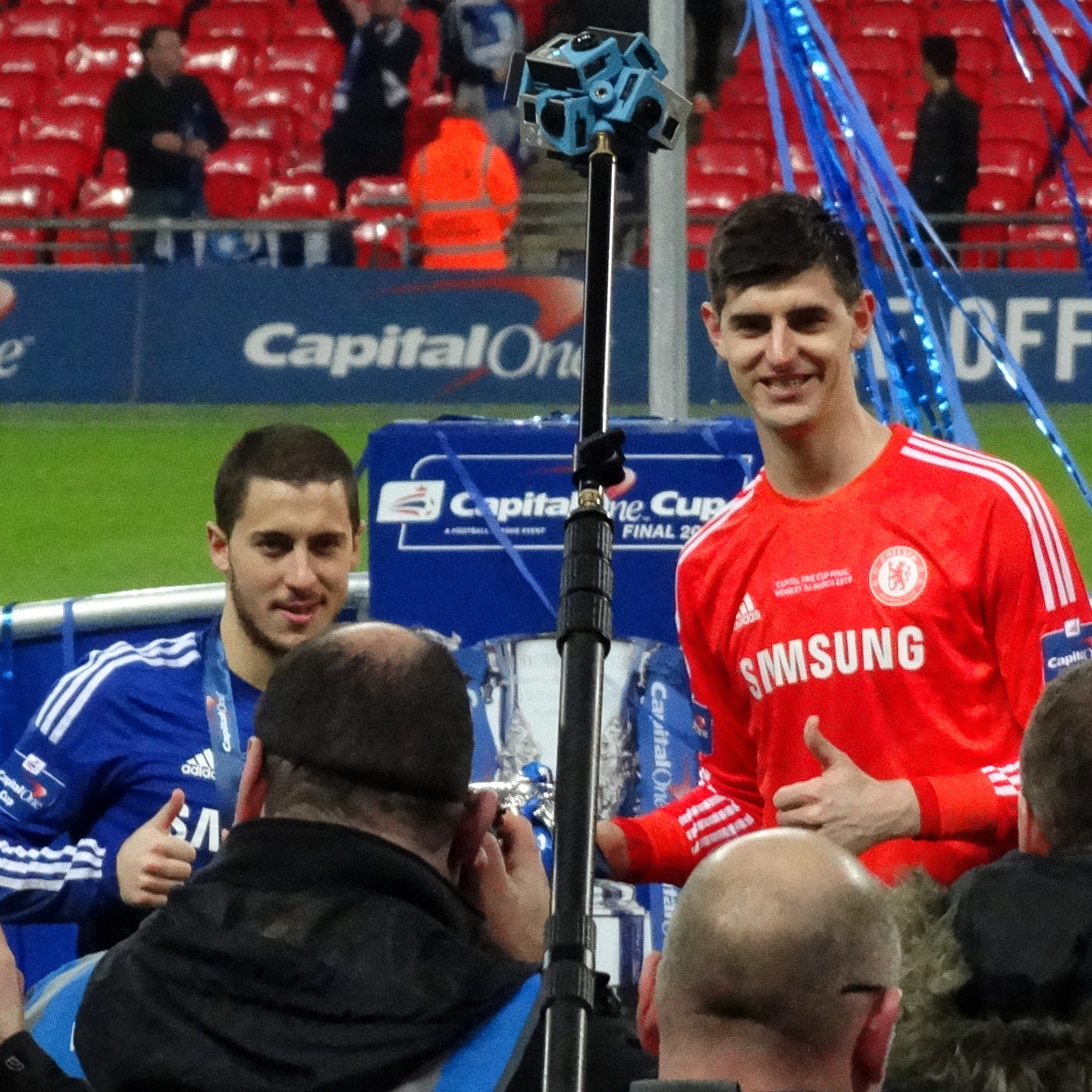
Hazard și colegul său co-național Thibaut Courtois ridicând trofeul după victoria lui Chelsea în Finala Football League Cup 2015

### Club
Lille
- Ligue 1: 2010–11
- Coupe de France: 2010–11

Chelsea
- Premier League: 2014–15
- Football League Cup: 2014–15
- UEFA Europa League: 2012–13